# 廷根
廷根（德語：Thüngen，發音：[ˈtʏŋən] ⓘ）是德国巴伐利亚州下弗兰肯行政区美因-施佩萨特县的市镇，面积13.6平方千米，2023年12月31日人口为1,411人。